# Lingue della Slovenia
Le lingue della Slovenia sono gli idiomi parlati nella Repubblica di Slovenia. In virtù della propria posizione geografica, la Slovenia si trova ad essere un crocevia di culture, nonché una zona di frontiera fra il mondo slavo e quello romanzo. Le complesse vicende storiche che la videro protagonista nei secoli scorsi resero possibile la convivenza sullo stesso suolo di popolazioni appartenenti a diverse etnie, che spesso parlavano lingue diverse fra loro. Benché l'unica lingua ufficiale su tutto il territorio nazionale sia lo sloveno, vi sono aree nazionalmente miste del Paese in cui l'italiano e l'ungherese godono dello stesso statuto dello sloveno, in quanto lingue storiche di minoranza. L'articolo 11 della Costituzione slovena, infatti, recita che "In Slovenia la lingua ufficiale è lo sloveno. Nei territori dei comuni, nei quali vivono le comunità nazionali italiana e ungherese, è lingua ufficiale anche l’italiano e rispettivamente l’ungherese". Secondo l'articolo 64 della stessa costituzione, sia alla comunità nazionale autoctona italiana, sia a quella ungherese è riconosciuto il diritto all'uso dei propri simboli nazionali, all'istituzione di associazioni e allo sviluppo di attività di ricerca, di informazione e di editoria, nonché all'istruzione nella propria lingua. A entrambe è concesso di eleggere un proprio rappresentante al Parlamento sloveno. 
Oltre allo sloveno, lingua ufficiale nazionale, e all'inglese, le lingue più conosciute dalla popolazione slovena sono l'italiano e il tedesco, cui seguono a una certa distanza altre lingue europee.

## Lingua italiana
In conformità con gli articoli 11 e 64 della costituzione, la lingua italiana gode di un'ampia tutela nel territorio nazionalmente misto in cui costituisce minoranza autoctona. Essa è lingua coufficiale, accanto allo sloveno, nei comuni costieri di Ancarano, Capodistria, Isola e Pirano, in cui vige un bilinguismo amministrativo e visivo. In questi comuni, la lingua italiana è utilizzata, insieme con la lingua di maggioranza, negli enti pubblici, nei mezzi di comunicazione e nelle istituzioni e compare subito dopo lo sloveno sulle targhe delle strade, sulle insegne degli uffici pubblici e anche su quelle di molti negozi. 
L'insegnamento dell'italiano nei territori del Litorale è obbligatorio, in quanto rappresenta una lingua d'ambiente al pari dello sloveno. Nelle scuole della minoranza l'italiano costituisce la lingua veicolare dell'insegnamento, mentre in quelle della maggioranza il suo apprendimento è obbligatorio dalla prima elementare fino alla conclusione del ciclo di studi, nello stesso numero d'ore dedicato all'insegnamento dello sloveno nelle scuole di lingua italiana. Nell'università del Litorale di Capodistria si offre la possibilità di imparare l'italiano nel dipartimento di Italianistica. La lingua italiana gode di uno statuto di coufficialità accanto allo sloveno. 
L'italiano è lingua ufficiale, insieme con lo sloveno, in 25 insediamenti appartenenti ai quattro comuni del Litorale:
- Comune di Ancarano (sl. Občina Ankaran)
  - Ankaran, ital. Ancarano
- Città di Capodistria (sl. Mestna občina Koper)
  - Barizoni, ital. Barisoni
  - Bertoki, ital. Bertocchi
  - Bošamarin, ital. Bossamarino
  - Cerej, ital. Cerei
  - Hrvatini, ital. Crevatini
  - Kampel, ital. Campel
  - Kolomban, ital. Colombano
  - Koper, ital. Capodistria
  - Prade, ital. Prade
  - Premančan, ital. Premanzano
  - Spodnje Škofije, ital. Valmarin
  - Šalara, ital. Salara
  - Škocjan, ital. San Canziano
- Comune di Isola (sl. Občina Izola)
  - Dobrava, ital. Dobrava presso Isola
  - Izola, ital. Isola
  - Jagodje, ital. Valleggia
- Comune di Pirano (sl. Občina Piran)
  - Dragonja, ital. Dragogna
  - Lucija, ital. Lucia
  - Parecag, ital. Parezzago
  - Piran, ital. Pirano
  - Portorož, ital. Portorose
  - Seča, ital. Sezza
  - Sečovlje, ital. Sicciole
  - Strunjan, ital. Strugnano

## Lingua ungherese
In virtù degli articoli 11 e 64 della costituzione, la lingua ungherese gode di un'ampia tutela nel territorio nazionalmente misto in cui costituisce minoranza autoctona. Essa è lingua coufficiale, accanto allo sloveno, nei comuni di Dobrovnik/Dobrónak, Hodoš/Hodos, Lendava/Lendva, mentre è ampiamente conosciuta, seppur non gode dello stesso statuto di ufficialità, nei comuni di Moravske Toplice e Šalovci, tutti appartenenti alla regione dell'Oltremura, per un totale di 30 insediamenti:
- Comune di Dobrovnik (Občina Dobrovnik, ung. Dobronak Község)
  - Dobrovnik, ung. Dobronak
  - Žitkovci, ung. Zsitkóc
- Comune di Hodoš (Občina Hodoš, ung. Őrihodos Község)
  - Hodoš, ung. Őrihodos
  - Krplivnik, ung. Kapornak
- Comune di Lendava (Občina Lendava, ung. Lendva Község)
  - Banuta, ung. Bánuta
  - Čentiba, ung. Csente
  - Dolga vas, ung. Hosszúfalu
  - Dolgovaške Gorice, ung. Hosszúfaluhegy
  - Dolina pri Lendavi, ung. Völgyifalu
  - Dolnji Lakoš, ung. Alsólakos
  - Gaberje, ung. Gyertyános
  - Genterovci, ung. Göntérháza
  - Gornji Lakoš, ung. Felsőlakos
  - Kamovci, ung. Kámaháza
  - Kapca, ung. Kapca
  - Kot, ung. Kót
  - Lendava, ung. Lendva
  - Lendavske Gorice, ung. Lendvahegy
  - Mostje, ung. Hídvég
  - Petišovci, ung. Petesháza
  - Pince, ung. Pince
  - Pince-Marof, ung. Pincemajor
  - Radmožanci, ung. Radamos
  - Trimlini, ung. Hármasmalom
- Comune di Moravske Toplice (Občina Moravske Toplice)
  - Čikečka vas, ung. Csekefa
  - Motvarjevci, ung. Szécsiszentlászló
  - Pordašinci, ung. Kisfalu
  - Prosenjakovci, ung. Pártosfalva
  - Središče, ung. Szerdahely
- Comune di Šalovci (Občina Šalovci)
  - Domanjševci, ung. Domonkosfa